# ТЕС Барка II
ТЕС Барка II — теплова електростанція на півночі Оману.
У 2009-му на майданчику станції запустили в роботу парогазовий блок комбінованого циклу потужністю 714 МВт, у якому три газові турбіни потужністю по 131 МВт живлять через відповідну кількість котлів-утилізаторів дві парові турбіни з показниками по 161 МВт.
З електростанцією інтегрований завод з опріснення води, який використовує технологію зворотного осмосу. Він має потужність 120 тис. м3 на добу та відбирає для своєї діяльності 31 МВт.
Як паливо станція використовує природний газ, постачений по трубопроводу Мурайрат – Сухар.
Видача продукції відбувається по ЛЕП, що працює під напругою 220 кВ.
Проєкт реалізували через компанію SMN Barka Power Company SAOC, учасниками якої виступили французька GDF Suez, Mubadala of Abu Dhabi та місцева National Trading Company of Oman.